# Bernard Gregory

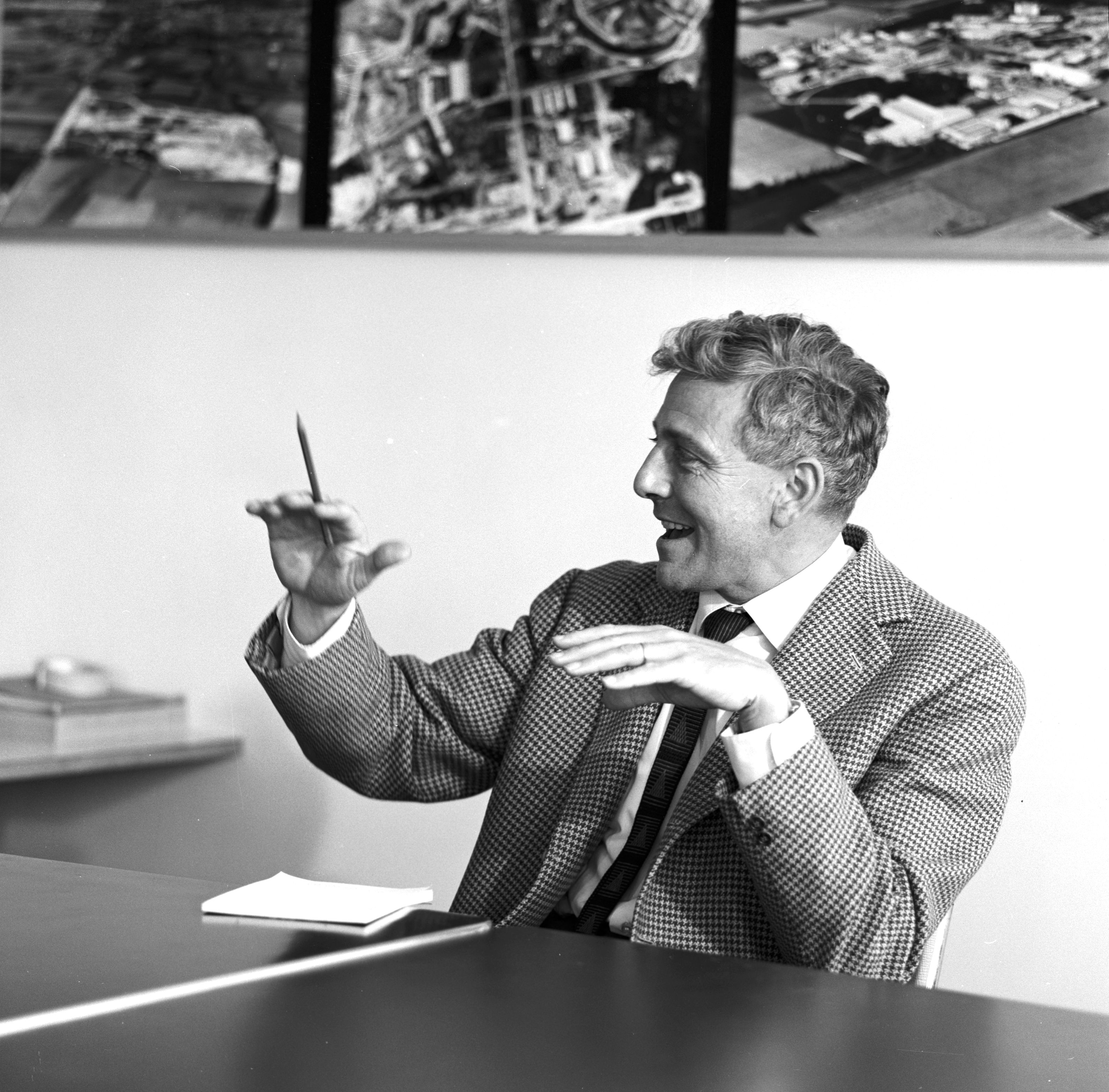
Bernard Paul Gregory 1966

Bernard Paul Gregory (* 19. Januar 1919 in Bergerac, Département Dordogne; † 24. Dezember 1977 in Élancourt, Département Yvelines; Schreibweise des Familiennamens auch Grégory) war ein französischer Physiker, Generaldirektor des CERN und des CNRS.

## Leben und Werk
Bernard Paul Gregory kam am 19. Januar 1919 in Bergerac im Département Dordogne im Südwesten Frankreichs zur Welt. Er war Sohn eines Ingenieurs. Im Jahr 1938 belegte er den ersten Platz des Aufnahmewettbewerbs der École polytechnique und begann dort sein Studium. Dieses wurde durch den Ausbruch des Zweiten Weltkriegs unterbrochen. Gregory diente als Sous-lieutenant in der Artillerie und war 1940 bis 1945 in einem deutschen Offizierslager interniert. Nach dem Kriege nahm er das Studium wieder auf und wurde bei der Abschlussprüfung von Polytechnique 1945 Jahrgangsbester. 1946 und 1947 setzte er das Studium an der École Nationale Supérieure des Mines de Paris fort. Anschließend zog er in die Vereinigten Staaten, wo er am Massachusetts Institute of Technology seine Doktorarbeit bei Bruno Rossi auf dem Gebiet der Elementarteilchen in kosmischer Strahlung anfertigte.
Nach seiner Promotion zum Ph.D. kehrte er nach Frankreich zurück und wurde nach kurzer Zeit stellvertretender Direktor des Physiklabors an Polytechnique, welches 1936 von Louis Leprince-Ringuet ins Leben gerufen worden war. Hier arbeitete er zusammen mit anderen Physikern wie Charles Peyrou, Jean Crussard, André Lagarrigue und später auch André Astier.
Im Jahr 1958 wurde er Professor für Physik an Polytechnique. Sieben Jahre später, im Jahr 1965, wurde er Nachfolger von Victor Weisskopf als Generaldirektor des CERN. Während seiner Amtszeit veranlasste er den Bau zweier wichtiger Projekte im CERN. Unter seiner Führung wurden die ersten Protonen-Speicherringe gebaut, die Intersecting Storage Rings (ISR). Außerdem wurde der Bau des 300-GeV-Protonen-Synchrotons (mittlerweile Super Proton Synchrotron genannt), welches bereits unter Weisskopf angedacht war, beschlossen.
Als Gregory sein Amt im Dezember 1970 niederlegte, wurde er Vorsitzender des ISR-Ausschusses. Er kehrte an die École polytechnique zurück, wo er Direktor des Physiklabors und damit Nachfolger seines Lehrers und Mentors Leprince-Ringuet wurde. Am 5. März 1973 wurde er als korrespondierendes Mitglied in die Académie des sciences aufgenommen.
Im Jahr 1973 ernannte man ihn zum Generaldirektor des Centre national de la recherche scientifique (CNRS). Im Anschluss an dieses Amt übernahm er im Jahr 1976 die Führung der dem französischen Premierminister direkt unterstellten Délégation générale à la recherche scientifique et technique (DGRST), einer Koordinationsstelle der Regierung für die Forschungspolitik, bis er überraschend am Heiligen Abend 1977 verstarb.

## Association Bernard Gregory
Wenige Monate vor seinem Tod rief Gregory eine Arbeitsgruppe ins Leben, deren Thema die berufliche Eingliederung junger promovierter Wissenschaftler war. Aus dieser Gruppe entstand die 1980 gegründete Association Bernard Gregory, eine Einrichtung nach französischem Vereinsrecht mit Sitz in Paris, die auf französischer und internationaler Ebene Vermittlungsfunktionen zwischen Wirtschaftsunternehmen und jungen promovierten Akademikern übernimmt und insbesondere bei der Stellen- bzw. Kandidatensuche behilflich ist.